# Holendrechtstraat (Amsterdam)
De Holendrechtstraat is een straat in Amsterdam-Zuid (Oud-Zuid), IJselbuurt-Oost.

## Geschiedenis en ligging
De straat kreeg per raadsbesluit van 22 maart 1922 haar naam; een vernoeming naar het riviertje de Holendrecht (zij stroomt na de Voetangelbrug via de Bullewijk in de Amstel) of de gelijknamige buurtschap. In deze buurt zijn straten en plein vernoemd naar topografische aanduidingen die betrekking hebben op de Amstel. De straat loopt parallel aan de Amstel en begint aan de noordzijde aan het Amstelkanaal en loopt zuidwaarts tot aan de Uithoornstraat (vernoemd naar de plaats Uithoorn). Ze kruist daarbij de Borssenburgstraat en Meerhuizenstraat, beide vernoemd naar buitenverblijven aan de Amstel.
Amsterdam kent meer vernoemingen naar Holendrecht. De wijk Holendrecht, Holendrechtplein en –dreef, Station Amsterdam Holendrecht en Knooppunt Holendrecht liggen echter alle in Amsterdam-Zuidoost, kilometers verwijderd van de Holendrechtstraat.

## Gebouwen
De straat is in de 21e eeuw een woongebied, winkels zijn er dan nauwelijks te vinden. Er waren meer winkels, maar die zijn omgebouwd tot woning. Alle gebouwen dateren uit de vroege jaren twintig van de 20e eeuw. Bijna een eeuw later werd een groot deel van de straat benoemd tot gemeentelijk monument, maar dan wel verdeeld over verschillende bouwblokken.

### Oneven huisnummers
De oneven huisnummers zijn gesitueerd aan de oostzijde van de straat. Optisch bestaat dit uit drie gedeelten in symmetrie:
| Object                  | Bouwperiode | Monumentenstatus      | Omschrijving | Afbeelding |
| ----------------------- | ----------- | --------------------- | --- | ---------- |
| Holendrechtstraat 1-7   | 1922        | gemeentelijk monument | Gevelwand ontworpen door Margaret Staal-Kropholler, maakt deel van een bouwblok: Holendrechtstraat oneven zijde met flanken naar Amstelkade en Uithoornstraat. Het zijn de eerste door een vrouwelijke architect ontworpen woningen in Amsterdam; ze hebben uitspringende balkons in een golvende vorm, die contrasteert met de rechtlijnige overige bouwstijl |            |
| Holendrechtstraat 9-35  | 1922        | gemeentelijk monument | Gevelwand ontworpen door Margaret Staal-Kropholler, maakt deel van een bouwblok: Holendrechtstraat oneven zijde met flanken naar Amstelkade en Uithoornstraat Dit deel typeert zich door een teruggetrokken rooilijn |            |
| Holendrechtstraat 37-47 | 1922        | gemeentelijk monument | Gevelwand ontworpen door Margaret Staal-Kropholler, maakt deel van een bouwblok: Holendrechtstraat oneven zijde met flanken naar Amstelkade en Uithoornstraat |            |

Bij de indeling als gemeentelijk monument geldt een andere indeling, dit heeft vermoedelijk te maken met het verschil in datum bij het tot gemeentelijk monument verklaren:
- Gemeentelijk monument 200441, monument per 16 maart 1999, Holendrechtstraat 23 tot en met 35 (oneven nummers)
- Gemeentelijk monument 222246, monument per 10 september 2013: Amstelkade 3, 4, 5, Holendrechtstraat 1 tot en met 21 (oneven nummers), Holendrechtstraat 37 tot en met 47 Uithoornstraat 6.

### Even huisnummers
De even huisnummers zijn gesitueerd aan de westkant, de straat mist daarbij al vanaf het begin huisnummer 10. Optisch bestaat het uit vier woonblokken, maar bouwkundig staan er drie; dit wordt veroorzaakt door een ingebouwd hofje/pleintje. Dit hofje/pleintje heeft een spiegelbeeld aan de Vechtstraat.
| Object                  | Bouwperiode | Monumentenstatus      | Omschrijving | Afbeelding |
| ----------------------- | ----------- | --------------------- | --- | ---------- |
| Holendrechtstraat 2-8   | 1922        | gemeentelijk monument | Gevelwand ontworpen door Hendrik Wijdeveld, maakt deel uit van een bouwblok met vleugels naar Amstelkade en Borssenburgstraat. Bouwstijl verwant aan Amsterdamse School, opvallend zijn teruggetrokken tegelvlakken, verticaal geplaatste dakpannen en hoge portieken |            |
| Holendrechtstraat 12-40 | 1922        | gemeentelijk monument | Gevelwand ontworpen door Nico Lansdorp met vleugels aan de Borssenburg- en Meerhuizenstraat. Dit deel van de Holendrechtstraat kenmerkt zich door toepassing van binnenplein of hofje (U-vorm-bebouwing). Gevels bevatten plint van blauwgrijze/rode baksteen, daarboven gele baksteen; afgewerkt met decoratief metselwerk. Een van de gebouwen aan het hofje draagt Anno 1922. Afbeelding boven: straatzijde; afbeelding onder de U-vorm |            |
| Holendrechtstraat 42-44 | 1922        | geen                  | Blokje ontworpen door Arend Jan Westerman met een vleugel aan de Meerhuizenstraat; deel Westerman rechts van de hemewaterafvoer |            |
| Holendrechtstraat 46-48 | 2001        | geen                  | Sterk lijkend op de nrs. 42-44, maar samen met een deel Uithoornstraat in 2001 gebouwd (afbeelding: links van de hemelwaterafvoer) op plaats waar de oorspronkelijke bouw gesloopt is. |            |

## Kunst
Er is behalve de sierlijke elementen in de gevels geen kunst in de openbare ruimte.

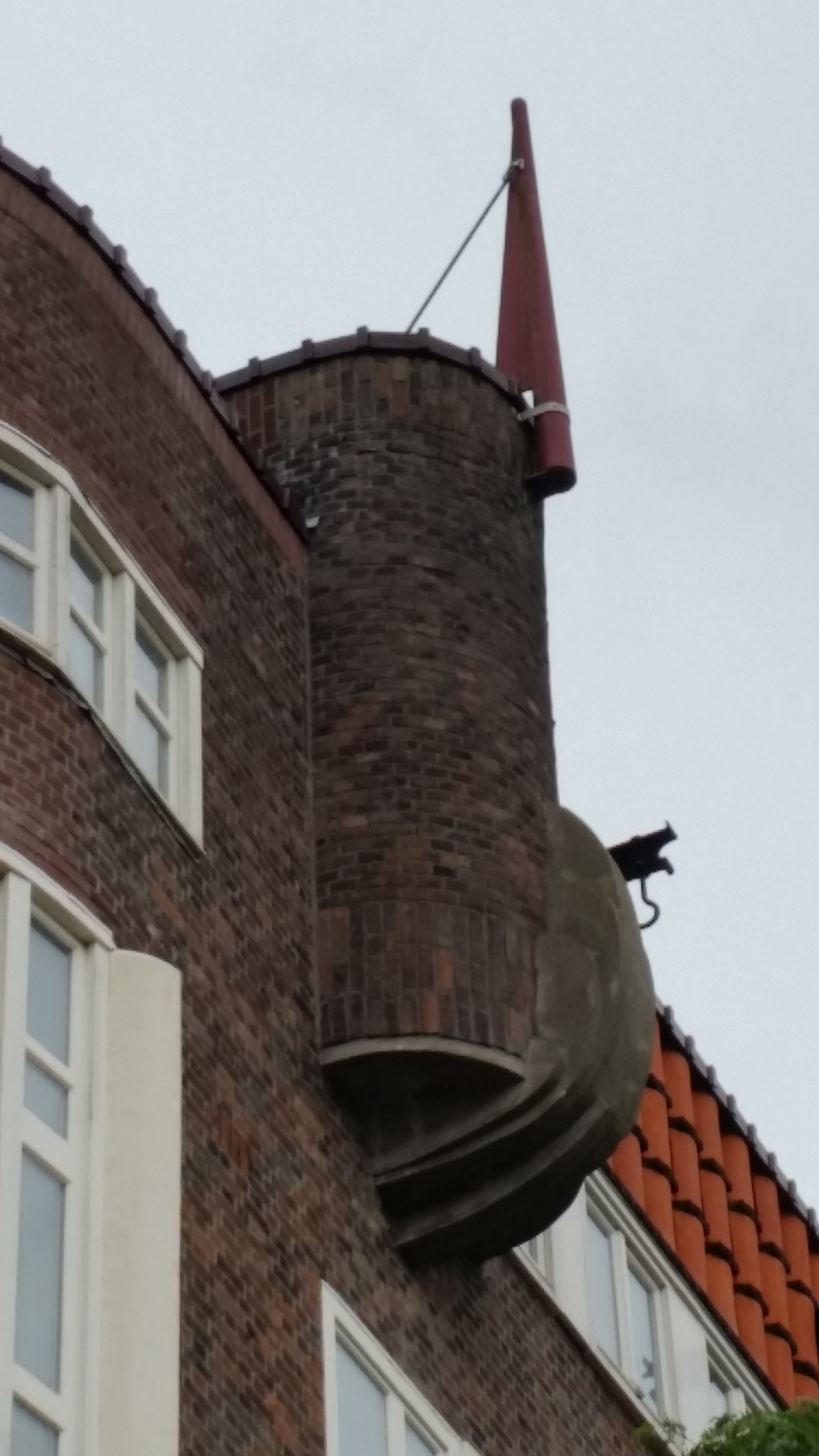
Plastiek bij huisnummer 11 (augustus 2019)
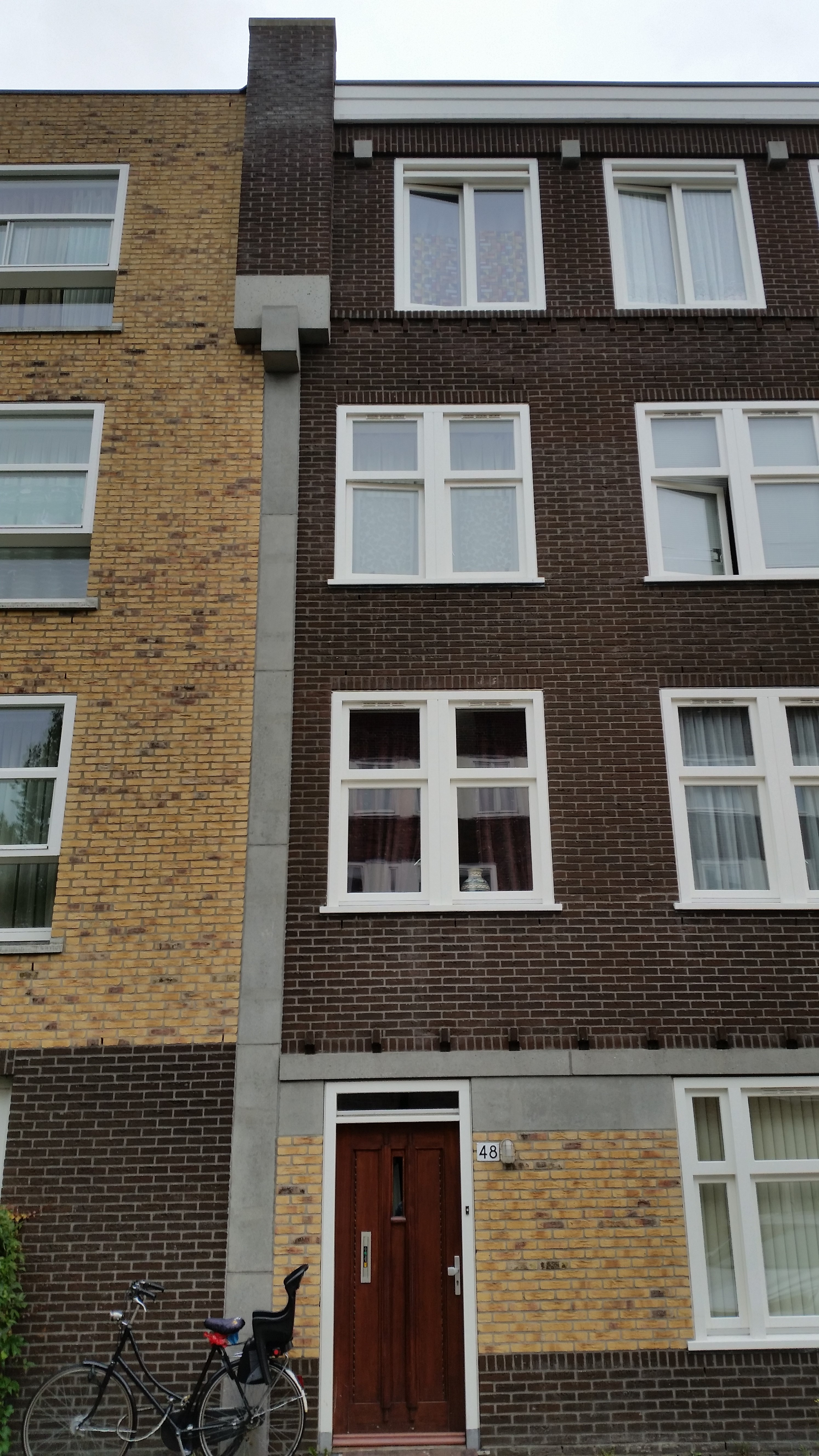
Plastiek bij huisnummer 48 uit 2001 (augustus 2019)